# Pectis febrifuga
Pectis febrifuga là một loài thực vật có hoa trong họ Cúc. Loài này được Van Hall mô tả khoa học đầu tiên năm 1861.